# Minișel
Minișel – wieś w Rumunii, w okręgu Arad, w gminie Tauț. W 2011 roku liczyła 163 mieszkańców. 